# Touch (álbum de Delirious?)
Touch é o quinto álbum de estúdio da banda Delirious?, lançado em 2002.
O álbum inclui um disco bónus com versões ao vivo e videoclipes. O disco atingiu o nº 34 do Heatseekers.
"Touch" é essencialmente um clone do álbum "Audio Lessonover?", lançado na América do Norte. Na verdade, somente a primeira música, "Touch", é inédita. "Love Is The Compass" e "Waiting for the Summer" são versões diferentes do lançamento no Reino Unido, e quatro canções presentes no "Audio Lessonover?" não foram inclusas em "Touch".
A capa do álbum contou com uma placa preta termossensível que revelaria uma fotografia da banda quando se tornasse quente (de preferência, a partir do "toque" de uma mão humana).

## Faixas
Todas as faixas por Martin Smith e Stuart Garrard.
1. "Touch" – 4:58
2. "Love Is The Compass" – 3:29
3. "Fire" – 3:34
4. "Alien" – 4:19
5. "Angel In Disguise" – 4:29
6. "Rollercoaster" – 3:46
7. "Show Me Heaven" – 3:24
8. "Take Me Away" – 3:22
9. "Waiting for the Summer" – 3:24
10. "Stealing Time" – 7:52